# Björken (Ljusnarsbergs socken, Västmanland)
Björken är en sjö i Ljusnarsbergs kommun i Västmanland och ingår i Norrströms huvudavrinningsområde. Sjön har en area på 1,66 kvadratkilometer och ligger 153 meter över havet.

## Delavrinningsområde
Björken ingår i det delavrinningsområde (664530-145292) som SMHI kallar för Utloppet av Björken. Medelhöjden är 189 meter över havet och ytan är 6,66 kvadratkilometer. Räknas de 10 avrinningsområdena uppströms in blir den ackumulerade arean 294,98 kvadratkilometer. Arbogaån som avvattnar avrinningsområdet har biflödesordning 2, vilket innebär att vattnet flödar genom totalt 2 vattendrag innan det når havet efter 264 kilometer. Avrinningsområdet består mestadels av skog (51 procent). Avrinningsområdet har 1,66 kvadratkilometer vattenytor vilket ger det en sjöprocent på 24,9 procent. Bebyggelsen i området täcker en yta av 0,68 kvadratkilometer eller 10 procent av avrinningsområdet.